# Arnoldius
Arnoldius é um gênero de insetos, pertencente a família Formicidae.

## Espécies
- Arnoldius flavus (Crawley, 1922)
- Arnoldius pusillus (Mayr, 1876)
- Arnoldius scissor (Crawley, 1922)